# 14e régiment (badois) d'infanterie (Reichswehr)
Pour les articles homonymes, voir 14e régiment.
Le 14e régiment (badois) d'infanterie est un régiment de la Reichswehr.

## Histoire
Le traité de paix de Versailles a établi une zone démilitarisée sur une bande de territoire de 50 km de large le long de la rive droite du Rhin. De ce fait, la plus grande partie du Bade se trouve dans cette zone. Les troupes badoises ne sont donc stationnées qu'à Constance, Donaueschingen et Villingen, ainsi qu'au Wurtemberg et à partir de 1921 à Meiningen (Thuringe).

### Formation
Le régiment est formé le 1er janvier 1921 à partir du 113e régiment de tirailleurs de la Reichswehr de l'armée de transition. Le 19 mai 1922, le président du Reich Ebert décrète que les unités doivent être désignées par le nom de leur région d'origine, et le régiment reçoit l'appellation "Badois". Au début des années 1920 encore, les bataillons de Constance et de Meiningen échangent leur appellation.
Dans le cadre de la réorganisation des régiments de la Reichswehr de la première vague de formation, le 1er bataillon rejoint le régiment d'infanterie Meiningen nouvellement formé (à partir du 15 octobre 1935, le 2e régiment de tirailleurs). Le 1er octobre 1934 également, dans le cadre de l'agrandissement de la Reichswehr, le régiment est rebaptisé régiment d'infanterie Konstanz et le 15 octobre 1935 14e régiment d'infanterie.

### Garnisons
- Constance État-major, (1er bataillon) 3e bataillon
- Tübingen 2e bataillon
- Meiningen (3e Bataillon) 1er bataillon
- Donaueschingen 13e, 14e et 15e compagnies supplémentaire/d'entraînement
- Villingen 16e compagnie supplémentaire/d'entraînement

### Commandants
| Nr. | Nom                                      | Début             | Fin             |
| --- | ---------------------------------------- | ----------------- | --------------- |
| 1.  | Oberst Adolf Steinwachs                  | 1er octobre 1920  | 31 mars 1923    |
| 2.  | Oberst Hermann von Brandenstein (de)     | 1er avril 1923    | 31 mars 1925    |
| 3.  | Oberst Albert von Rotberg                | 1er avril 1925    | 31 janvier 1927 |
| 4.  | Oberst Richard Waenker von Dankenschweil | 1er février 1927  | 31 octobre 1928 |
| 5.  | Oberst Alfred Boehm-Tettelbach           | 1er novembre 1928 | 31 janvier 1930 |
| 6.  | Oberst Johannes Blaskowitz               | 1er décembre 1930 | 31 janvier 1933 |
| 7.  | Oberst Kurt Sieglin                      | 1er février 1933  | 31 mars 1934    |

## Organisation

### Affiliation
Le régiment est subordonné au 5e commandant d'infanterie de la 5e division à Stuttgart.

### Structure
En plus de l'état-major du régiment, le régiment se compose d'un escadron des transmissions
1er bataillon avec quartier général du bataillon et escadron des transmissions, 1er à 3e compagnies (de tirailleurs) avec 3 pelotons chacun de 3 groupes et 4e compagnie (MG),
2e bataillon avec quartier général de bataillon et escadron des transmissions, 5e à 7e compagnies (de tirailleurs) et 8e.compagnie (MG),
III. Bataillon avec quartier général de bataillon et escadron des transmissions, 9e à 11e compagnies (de tirailleurs) et 12e compagnie (MG),
13. (lanceur de mines),
Bataillon supplémentaire, à partir de 1921 bataillon d'entraînement avec les 15e et 16e compagnies (recrues) et la 17e compagnie (formation de sous-officier).

## Armement et équipement

### Armement principal

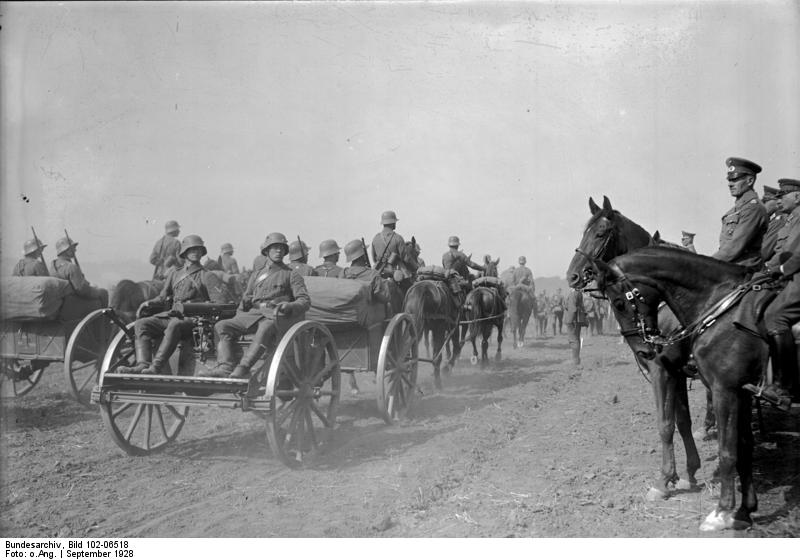
Mitrailleuse lourde dans un affût à quatre chevaux

Les tirailleurs sont armés de la carabine K98a. Chaque peloton possède une mitrailleuse légère 08/15.
Dans chacune des compagnies MG, le 1er peloton est composé de trois groupes avec trois mitrailleuses lourdes MG 08 sur affût, tiré par quatre chevaux, et les 2e au 4e pelotons sont composés de trois groupes avec trois mitrailleuses lourdes MG 08 sur affût, tiré par deux chevaux.
Les armes les plus lourdes du régiment sont les mortiers de la 13e compagnie. Le 1er peloton est équipé de deux lanceurs moyens de 17 cm, tirés par quatre chevaux, les 2e et 3e pelotons avec trois lanceurs légers de 7,6 cm, entraînés par paires.

## Divers

### Reprise de la tradition
Le régiment reprend la tradition des anciens régiments de l'armée badoise en 1921 :
- 1re et 2e compagnies: 109e régiment de grenadiers (de)
- 3e compagnie : 110e régiment de grenadiers (de)
- 4e compagnie 111e régiment d'infanterie
- 5e compagnie : 40e régiment des fusiliers
- 6e compagnie 112e régiment d'infanterie (de)
- 7e et 8e compagnies : 142e régiment d'infanterie
- 3e bataillon : 114e régiment d'infanterie
- 13e compagnie : 14e bataillon du génie badois
- 14e compagnie : 113e régiment d'infanterie
- 15e compagnie : 170e régiment d'infanterie

- 16e compagnie : 169e régiment d'infanterie